# Hyōga de Cisne
Hyōga (氷河?) es uno de los personajes principales del manga y anime Saint Seiya y sus derivados, conocido como Los Caballeros del Zodiaco. Es el Santo de bronce del Cisne, y su constelación protectora es la de Cygnus.
- Datos: Q2712498